# Onthophagus crinitus
Onthophagus crinitus là một loài bọ cánh cứng trong họ Bọ hung (Scarabaeidae).